# دکتر هو (فصل ۲۳)
محاکمه یک ارباب زمان یک فصل ۱۴ قسمتی از سریال علمی تخیلی بریتانیایی دکتر هو است. این فصل بیشتر به عنوان فصل بیست و سوم این سریال شناخته می‌شود و در قسمت‌های هفتگی از ۶ سپتامبر ۱۹۸۶ تا ۶ دسامبر ۱۹۸۶ پخش می‌شد.